# Seyssel (Alta Saboia)
Seyssel é uma comuna francesa na região administrativa de Auvérnia-Ródano-Alpes, no departamento da Alta Saboia. Estende-se por uma área de 16.86 km². Em 2010 a comuna tinha 2 414 habitantes (densidade: 143,2 hab./km²).